# Similosodus flavicornis
Similosodus flavicornis là một loài bọ cánh cứng trong họ Cerambycidae.